# Rudolf Lucieer
Rudolf Michiel Lucieer (Haarlem, 10 november 1942) is een Nederlands acteur.
Lucieer deed in 1965 eindexamen aan de Toneelschool Amsterdam. Dit examenjaar kreeg de Top Naeff-prijs. Hij is voornamelijk bekend om zijn hoofdrol van Joszef Katus in de film De minder gelukkige terugkeer van Joszef Katus naar het land van Rembrandt uit 1966, die het goed deed in de Europese cinema met vertoningen in Berlijn en Parijs en als nouvelle vague werd betiteld. Lucieer won tevens een Gouden Kalf voor zijn rol in De Noorderlingen van Alex van Warmerdam in 1992.
Lucieer speelde ook in diverse toneelstukken. In de jaren negentig was hij aangesloten bij Toneelgroep De Appel waarmee hij succes had met het stuk In gesprek en later met Leeuwendalers, een stuk van Joost van den Vondel. In 2007 won hij de toneelprijs Arlecchino voor zijn rol als de graaf van Parma in het stuk De gravin van Parma met Carice van Houten als zijn vrouw Francesca. Ook speelde hij sketches in Open en Bloot.

## Filmografie
- Hoe het zo kwam dat de ramenlapper hoogtevrees kreeg (2016) ... Frank sr
- De Zaak Menten (2016) (tv) ... rechter Meuder
- Süskind (2012) ... David Cohen
- Bloedverwanten (2010) (tv) ... notaris
- Keyzer & De Boer Advocaten (2008) ... Deken Richards
- Zadelpijn (2007) (tv) ... Victor
- Baantjer (2005) (tv) ... Pater Christiaan
- Russen (2003) (tv) ... Anton van der Vlis
- Klem in de draaideur (2003) (tv) ... Rutger van Randwijck
- Ernstige Delicten (2002) (tv)
- Spangen (2001) ... Emiel Schneider
- De trein van zes uur tien (1999) (tv) .... Kumfus
- Retour Den Haag (1999) (tv) ... Wim Kok
- De Kapsalon (1999) (tv)
- Unit 13 (1998) (tv) ... Frederik Dorenbos
- De prins van Egypte (1998) (animatiefilm) ... Aäron
- Marrakech (1996) (tv) ... patholoog
- De jurk (1996) ... De Vet
- Lang leve de koningin (1995) ... Leraar
- Pleidooi (1994) (tv) ... De Zeeuw
- De Noorderlingen (1992) ... Anton
- In Voor en Tegenspoed (1991-1997)... Henk van den Eerenbeemt
- De provincie (1991) ... psychiater
- Zjoek: De kunst van het vergeten (1987) .... A.R. Luria
- Soldaten zonder geweren (1985) .... Geschiedenistherapeut
- In het voorbijgaan (1985)
- Van de koele meren des doods (1982) ... Huisarts
- Come-Back (1981) ... Prof. Vegter
- Achter glas (1981) ... Radio-reporter David
- Lifespan (1976) ... journalist
- De Stille Kracht (1974)... Van Helderen
- Van Doorn (1972) ... Rien
- Kapsalon (1972)
- Egmont (1968) (tv) ... Braeckenburg
- Paranoia (1967) ... Reclametekenaar
- De minder gelukkige terugkeer van Joszef Katus naar het land van Rembrandt (1966) ... Joszef Katus
- Lucifer (1966) (tv) ...